# Brauerei Wieselburg
Die Brauerei Wieselburg ist eine Großbrauerei in der niederösterreichischen Stadt Wieselburg. Ihre bekanntesten Produkte sind die Biermarken Kaiser und Wieselburger. Sie ist Teil der Brau Union Österreich, die seit 2003 zum Konzern Heineken gehört.

## Geschichte
Die Biertradition von Wieselburg reicht bis ins Jahr 1650 zurück. Als Gründung wird aber das Jahr 1770 angesehen, als Josef Schauer die Brauerei kaufte. Bereits 1811 wurde sie erweitert und nachdem die Brauerei 1823 an Franz Schauer ging, erwarb sie Nepomuk Mutzer.
1858 wurde die Brauerei Wieselburg durch einen Brand beschädigt. 1860 ging das Unternehmen an Josef Riedmüller, welcher das Areal stark erweiterte. 1888 kam der heutige Braugasthof dazu. 1912 wurden unter anderem die Brauereien in Krems, Kröllendorf, Melk und Pottenbrunn gekauft.
Bei der Gründung der österreichischen Brau AG, dem Vorgänger der  Brau Union Österreich AG 1925 trat auch die Brauerei Wieselburg in die Gesellschaft ein.
Zwischen 1971 und 1973 wurde der Betrieb durch Neubauten stark modernisiert und war damals eine der modernsten Brauereien Europas.

## Besichtigung
1994 wurde ein Braumuseum eröffnet, in dem an über 200 Exponaten die Geschichte des Brauereistandortes dargestellt wird. Brauereiführungen sind von Jänner bis Juni und von September bis Dezember möglich. Eine Voranmeldung ist notwendig.

## Produkte
- Wieselburger Gold
- Wieselburger Spezial
- Wieselburger Stammbräu
- Wieselburger Bockbierbrand
- Wieselburger Schwarzbier
- Wieselburger Zwickl
- Kaiser Fasstyp
- Kaiser 2,9 %
- Kaiser Goldquell
- Kaiser Pils
- Kaiser Doppelmalz
- Kaiser Premiumradler
- Kaiser Sportradler
- Kaiser Alpinradler
- Kaiser Isoradler
- Kaiser Kellerbier
- Kaiser Granatbier
- Kaiser Märzen

Kaiser Premium Bier Logo

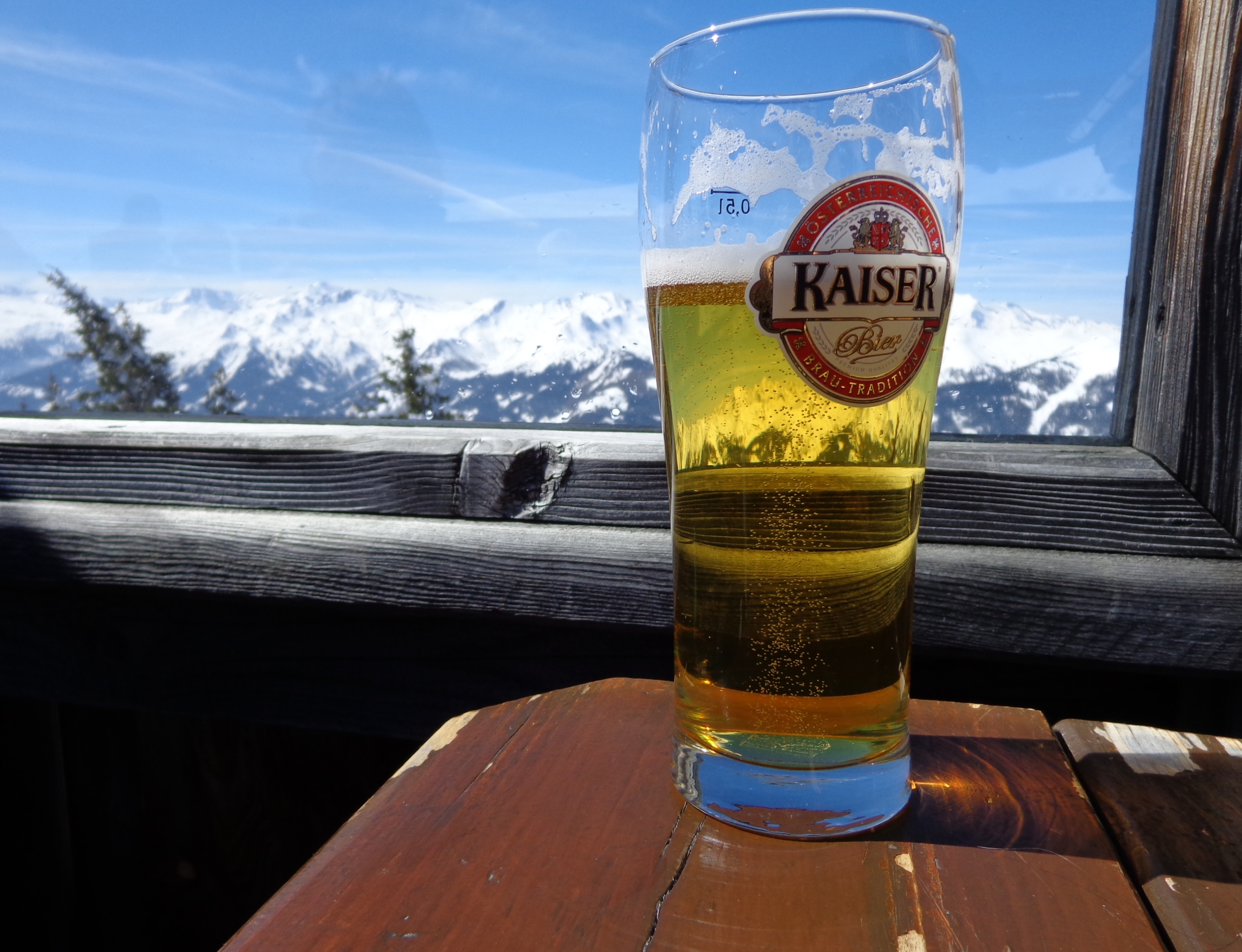
Kaiser Fasstyp

Neben den Hauptmarken werden auch die Marken Desperados, Heineken, Schlossgold, Schwechater, SOL und Tiger gebraut.